# 라파엘 스타키오티
라파엘 스타키오티(룩셈부르크어: Raphaël Stacchiotti, 1992년 3월 9일 ~ )은 룩셈부르크의 수영 선수이다.

## 개인 최고기록
| 종목           | 기록    | 날짜         | 대회                      | 장소       | 기타 |
| -------------- | ------- | ------------ | ------------------------- | ---------- | ---- |
| 개인 혼영 200m | 2:00.22 | 2012. 01. 28 | European Long Course Meet | 룩셈부르크 |      |
| 개인 혼영 400m | 4:17.20 | 2012. 07. 27 | 2012년 하계 올림픽        | 영국 런던  |      |

## 올림픽 성적

### 2008년 하계 올림픽남자 수영 성적
| 선수              | 세부 종목   | 예선    | 예선 | 준결선    | 준결선    | 결선      | 결선      |
| 선수              | 세부 종목   | 기록    | 순위 | 기록      | 순위      | 기록      | 최종 순위 |
| 라파엘 스타키오티 | 자유형 200m | 1:42.01 | 49   | 진출 실패 | 진출 실패 | 진출 실패 | 진출 실패 |

### 2012년 하계 올림픽남자 수영 성적
| 선수              | 세부 종목 | 예선    | 예선 | 준결선    | 준결선    | 결선      | 결선      |
| 선수              | 세부 종목 | 기록    | 순위 | 기록      | 순위      | 기록      | 최종 순위 |
| 라파엘 스타키오티 | 혼영 200m | 2:00.38 | 17   | 진출 실패 | 진출 실패 | 진출 실패 | 진출 실패 |
| 라파엘 스타키오티 | 혼영 400m | 4:17.20 | 18   | 경기 없음 | 경기 없음 | 진출 실패 | 진출 실패 |

### 2016년 하계 올림픽남자 수영 성적
| 선수              | 세부 종목   | 예선    | 예선 | 준결선    | 준결선    | 결선      | 결선      |
| 선수              | 세부 종목   | 기록    | 순위 | 기록      | 순위      | 기록      | 최종 순위 |
| 라파엘 스타키오티 | 자유형 100m |         |      |           |           |           |           |
| 라파엘 스타키오티 | 혼영 200m   |         |      |           |           |           |           |
| 라파엘 스타키오티 | 혼영 400m   | 4:20.37 | 23   | 경기 없음 | 경기 없음 | 진출 실패 | 진출 실패 |